# Daniel Webster Whittle
Daniel Webster Whittle, född 22 november 1840 i Chicopee Falls i Massachusetts, död 4 mars 1901 i Northfield i Massachusetts, var en amerikansk sång- och psalmförfattare.
Whittle var major och tjänstgjorde i amerikanska inbördeskriget där han förlorade höger arm och hamnade i ett fångläger. På ett sjukhus letade han efter något att läsa och det han fann var nya testamentet. Han var ännu inte en kristen när en av vårdarna talade om för honom att en döende fånge ville ha någon som kunde bedja med honom. När Whittle nekade sa vårdaren att han trodde att han var kristen eftersom han sett honom läsa Bibeln. Whittle ångrade sig och gick över till den döende pojken där han knäböjde och bad för sig själv och pojken med några få ord, vid detta ögonblick kände han att Gud förlåtit honom, pojken dog under bönestunden. Senare i livet blev han evangelist och sångförfattare under pseudonymerna "El Nathan", "Elias Nathan" och "W.W.D". Far till Mary Moody.

## Psalmer
- Ej för kommande dag vill jag sörja i Underbar frid som nr 4
- En gång på korset för mig Jesus dog i Frälsningsarméns sångbok 1990 som nr 539
- Ett baner, ett härligt, strålande av hopp i Psalmer och Sånger 1987 som nr 656 text okänt årtal
- Har du inte rum för Jesus i Psalmer och Sånger 1987 som nr 583 (Sången användes som filmmusik i Körkarlen från 1958)
- Herre Jesus, dig jag älskar i Frälsningsarméns sångbok 1990 som nr 407
- Jag vet på vem jag tröstar i Frälsningsarméns sångbok 1990 som nr 838
- Kom som på morgonens vingar i Segertoner 1930 som nr 97
- Oss ett härligt rike väntar
- Skurar av nåd skall jag sända i Kom 1930 som nr 7